# Hippocampus algiricus
Cá ngựa Tây Phi, tên khoa học Hippocampus algiricus, là một loài cá thuộc họ Syngnathidae. Loài này có ở Algérie, Angola, Bénin, Bờ Biển Ngà, Gambia, Ghana, Guinea, Liberia, Nigeria, São Tomé và Príncipe, Senegal, và Sierra Leone.